# Velika Pristava
Velika Pristava – wieś w Słowenii, w gminie Pivka. 1 stycznia 2017 liczyła 54 mieszkańców.